# IGoogle
iGoogle(아이구글, 과거 이름: Google Personalized Homepage 구글 퍼스널라이즈드 홈페이지[*])은 구글의 첫 화면을 사용자가 마음대로 꾸밀 수 있는 서비스를 말한다. 2005년 5월에 서비스를 시작했다. 그리고 2007년 4월 30일에 'Google Personalized Homepage'에서 현재의 이름 "iGoogle"로 이름이 바뀌었다.

## 사용 방법

### 가젯
iGoogle에서는 사용자가 '콘텐츠 추가' 메뉴를 이용해 RSS 피드를 추가해서 구독하거나 지메일에 들어온 새 이메일 확인, 시계, 일기예보, 뉴스 헤드라인과 같은 여러 구글 가젯들을 추가할 수 있다.
탭 기능도 지원하여 여러 개의 탭을 만든 다음 그 안에 여러 위젯을 관리할 수도 있으며, 만든 탭들을 공유할 수 있다.

### 테마
기본적으로 제공되는 흰색 바탕색 배경 외에도 해변, 버스 정류장, 도시 풍경, 꿈나라, 정자, 계절 풍경, 태양계 등 여러 가지의 테마를 이용해 배경을 꾸밀 수도 있다. 이 중 일부 테마는 현재 시간에 따라서 약간씩 배경이 달라지기도 한다. 일부 테마에는 이스터 에그가 있는데, 꿈나라 테마에서는 오전 3시 14분에 원주율 기호가 나타나고, 해변 테마에서도 역시 오전 3시 14분에 네스 호의 괴물이 나타난다.
또한 예술성면에서 뛰어난 아티스트 테마를 사용할 수도 있다.

## 지원하는 웹 브라우저
iGoogle 서비스는 다음 웹 브라우저에서만 사용할 수 있다.
- 인터넷 익스플로러 5.5 이상 (윈도우)
- 모질라 파이어폭스 0.8 이상 (윈도우, 매킨토시, 리눅스)
- 사파리 1.2.4 이상 (윈도우, 맥)
- 넷스케이프 7.1 이상 (윈도, 맥, 리눅스)
- 모질라 1.4 이상 (윈도, 맥, 리눅스)
- 오페라 8 이상 (윈도, 맥, 리눅스)

또한 위의 웹 브라우저들에서도 자바스크립트 기능을 사용할 수 있도록 설정해야 한다.

## 서비스 지역
iGoogle은 대한민국을 비롯해 미국, 오스트레일리아, 인도, 캐나다, 영국, 스위스, 프랑스, 이탈리아, 독일, 스페인, 멕시코, 중국, 일본, 네덜란드, 러시아, 브라질 등 여러 국가에 거주하는 이용자들에게 서비스되고 있다.

## 종료
iGoogle은 2013년 11월 1일에 종료되었다.
모바일 버전은 데스크탑 버전 보다 1년 4개월 빠른 2012년 7월 31일에 종료되었다.